# 林祖基
林祖基（1934年—），广东四會人，中华人民共和国作家、政治人物，曾任中共深圳市委副书记，深圳市政协主席、党组书记，第九届全国政协委员。